# Боєць Марса
«Боєць Марса» — сьомий роман барсумської серії Едгара Райса Барроуза. Рукопис розпочато в лютому 1929 року, опубліковано в шести номерах журналу Blue Book Magazine (квітень — вересень 1930). Перше книжкове видання — травень 1931 року.

## Сюжет
Сюжетне обрамлення пов'язане з Уліссом Пакстоном, який передав радіоповідомлення Пеллюсідар (це пов'язує сюжетні лінії двох серій Барроуза). У вступі вперше надано короткий нарис цивілізації Барсума, а також його мір та ваг, звичаїв та етнографії. Оповідь ведеться від першої особи — у вигляді спогадів Тан Хадрона.
Головний герой — дворянин Тан Хадрон із Хастора, який закохався в холодну та вітряну Санома Тора — дочку першого багатія Геліума Тор Хатана (його статки склалися з розпродажу військового видобутку, а гроші допустили його до палацу Тардоса Морса). Коли Санома Тора була викрадена з її палацу, Тан Хадрон дав клятву знайти її, і вирушив через усі країни Барсума. В результаті він потрапив у страшну провінцію У-Гор, населену канібалами, де правив божевільний учений Фор Так, який улаштувався в стародавньому місті Джама. Фор Так служив колись джеддаку Джахара — Тул Акстару, для якого створив технологію, що робить невидимими літальні апарати. Тул Акстар мав намір створити найбільші на Барсумі армію і флот, проте непомірне розмноження його підданих призвело до голоду та канібалізму. Фор Так утік, розробляє промені смерті і прагне помститися.
Тан Хадрон пробирається до палацу Тул Акстара, де з жахом виявляє, що Санома Тора цілком задоволена становищем наложниці при дворі великого джеддака. Захопивши невидимий флаєр, Тан Хадрон рятує рабиню Тавію, яка, зрештою, виявляється принцесою Тьяната і стає його дружиною. Природно, що Тула Акстара повалено, Фора Така убито, а Санома Тора принижено за зневагу героєм.